# Paolo Ghizzoni
Paolo Ghizzoni (Pianello Val Tidone, 22 marzo 1912 – Pisa, 11 giugno 1986) è stato un vescovo cattolico italiano.

## Biografia
Nacque ad Arcello, frazione di Pianello Val Tidone, in provincia e diocesi di Piacenza, il 22 marzo 1912. Era l'ultimogenito dei 13 figli di Giacomo e Adele. Fu battezzato il 25 marzo successivo.

### Formazione e ministero sacerdotale
Manifestata la volontà di diventare sacerdote, il 17 ottobre 1923 fu accolto nel seminario urbano di Piacenza.
Il 6 aprile 1935 fu ordinato presbitero, nella cattedrale piacentina di Santa Maria Assunta e Santa Giustina, dal vescovo di Piacenza Ersilio Menzani.
Dopo l'ordinazione divenne segretario personale e cerimoniere del vescovo, mentre nel 1938 fu nominato parroco della parrocchia di San Savino a Rezzanello, frazione di Gazzola; entrò in parrocchia il 5 agosto.
Il 5 agosto 1944 fu preso in ostaggio insieme a quattro sacerdoti e un seminarista da due ufficiali tedeschi. Interrogato e trattenuto per due giorni, al momento della sua liberazione insistette affinché anche gli altri prigionieri fossero rimessi in libertà. Dopo la mediazione del parroco di Castel San Giovanni e del vescovo di Parma Evasio Colli, ottenne la liberazione dei sacerdoti e di altri 25 piacentini.
Nel corso della seconda guerra mondiale iniziò a collaborare con il direttore spirituale del seminario urbano di Piacenza, a cui succedette nell'incarico nel marzo 1952. Fu poi rettore del seminario vescovile di Bedonia dal 26 luglio 1954 al 31 marzo 1957, quando assunse la direzione del seminario urbano di Piacenza, che mantenne fino alla nomina episcopale. Fu canonico del capitolo della basilica di Sant'Antonino.
Ricevette il titolo onorifico di cameriere segreto soprannumerario di Sua Santità da papa Giovanni XXIII il 6 dicembre 1956 e il 13 dicembre 1958.

### Ministero episcopale
Il 23 dicembre 1961 papa Giovanni XXIII lo nominò vescovo ausiliare di Piacenza e vescovo titolare di Tene. L'11 febbraio 1962 ricevette l'ordinazione episcopale, nella cattedrale di Santa Maria Assunta e Santa Giustina, dall'arcivescovo Umberto Malchiodi, vescovo di Piacenza, co-consacranti Carlo Boiardi, vescovo di Apuania, Antonio Bergamaschi, vescovo di Montefeltro, Pietro Zuccarino, vescovo di Bobbio, e Assuero Teofano Bassi, vescovo di Luoyang.
L'arcivescovo Malchiodi lo nominò suo delegato per il settore dei seminari, per l'assistenza negli ospedali e per l'Azione Cattolica; gli affidò pure la presidenza della commissione diocesana di arte sacra e dell'Unitalsi per la promozione dei pellegrinaggi. Dal 1966 fu anche vicario generale della diocesi di Piacenza.
Partecipò come padre conciliare a tutte le 4 sessioni del Concilio Vaticano II.
Il 23 dicembre 1969 fu nominato amministratore apostolico sede plena della diocesi di San Miniato, dove fece il suo ingresso solenne il 25 gennaio 1970.
Nella prima domenica di Avvento del 1971 diede avvio alla visita pastorale nelle parrocchie della diocesi.
Il 15 aprile 1972 papa Paolo VI lo nominò vescovo di San Miniato; succedette a Felice Beccaro, deceduto il 9 febbraio precedente. Il 15 giugno fu ricevuto in udienza dal presidente della Repubblica Italiana Giovanni Leone per prestare il giuramento previsto dal concordato allora in vigore, mentre il 29 giugno prese possesso della diocesi.
Nel 1974 approvò gli statuti della Caritas diocesana.
Il 31 maggio 1986 l'auto su cui viaggiava con il vescovo di Grand-Bassam Joseph Akichi fu violentemente tamponata. Ricoverato all'ospedale Santa Chiara di Pisa, morì l'11 giugno, all'età di 74 anni. Dopo le esequie, celebrate il 14 giugno nella cattedrale di Santa Maria Assunta e di San Genesio, fu sepolto nel cimitero di San Miniato. Il 20 marzo 1988 la salma fu traslata nella cappella dell'Addolorata all'interno della cattedrale samminiatese.

## Genealogia episcopale
La genealogia episcopale è:
- Cardinale Scipione Rebiba
- Cardinale Giulio Antonio Santori
- Cardinale Girolamo Bernerio, O.P.
- Arcivescovo Galeazzo Sanvitale
- Cardinale Ludovico Ludovisi
- Cardinale Luigi Caetani
- Cardinale Ulderico Carpegna
- Cardinale Paluzzo Paluzzi Altieri degli Albertoni
- Papa Benedetto XIII
- Papa Benedetto XIV
- Papa Clemente XIII
- Cardinale Marcantonio Colonna
- Cardinale Giacinto Sigismondo Gerdil, B.
- Cardinale Giulio Maria della Somaglia
- Cardinale Carlo Odescalchi, S.I.
- Cardinale Costantino Patrizi Naro
- Cardinale Lucido Maria Parocchi
- Papa Pio X
- Papa Benedetto XV
- Arcivescovo Ersilio Menzani
- Arcivescovo Umberto Malchiodi
- Vescovo Paolo Ghizzoni

## Araldica
Blasonatura dello stemma: Partito: nel 1º d'argento all'incudine di nero; nel 2º di rosso alla croce greca di nero, capo d'azzurro al giglio accostato da due colombe affrontate, il tutto d'oro.